# Zombori Zalán
Zombori Zalán (Pécs, 1975. május 25. –) válogatott labdarúgó, középpályás. Édesapja, Zombori Sándor szintén válogatott labdarúgó.

## Pályafutása

### A válogatottban
1995-ben egy alkalommal szerepelt a válogatottban.

## Sikerei, díjai
- Magyar bajnokság
  - bajnok: 1997–98[2]
  - 2.: 1996–97, 2001–02
  - 3.: 1997–98[2]
- Magyar kupa
  - döntős: 2000, 2001

## Statisztika

### Mérkőzése a válogatottban
| Magyarország | Magyarország       | Magyarország                | Magyarország | Magyarország | Magyarország | Magyarország | Magyarország | Magyarország |
| #            | Dátum              | Helyszín                    | Hazai        | Eredmény     | Vendég       | Kiírás       | Gólok        | Esemény      |
| ------------ | ------------------ | --------------------------- | ------------ | ------------ | ------------ | ------------ | ------------ | ------------ |
| 1.           | 1995. november 11. | Budapest, Fáy utcai Stadion | Magyarország | 1 – 0        | Izland       | Eb-selejtező | -            | 89'          |
|              | Összesen           |                             |              | 1            | mérkőzés     |              | 0            | gól          |